# Peplow
Peplow – wieś w Anglii, w hrabstwie Shropshire. Leży 19 km na północny wschód od miasta Shrewsbury i 221 km na północny zachód od Londynu.